# Château d'Auvers (Saint-Pierre-sur-Erve)
Le Château d'Auvers ou encore Château d'Auvers-le-Courin était un château français situé à Saint-Pierre-sur-Erve, dans le département de la Mayenne et la région des Pays de la Loire. C'est désormais un hameau connu sous le nom de le Grand et le Petit-Auvers. Il reste un pavillon du XVe siècle flanqué d'une tour, et un porche ogival.

## Histoire

### Désignation
- Le domaine et fief du Grand-Auvers, 1420.
- Les seigneurs du Petit-Auvers, 1420 (Chartrier de Thévalles).
- Le domaine d’Auvers, 1460 (Chartrier de Thévalles).
- Auvers-le-Courtin, 1557 (Chartrier d'Auvers).
- Les lieux du Grand et du Petit-Auvers-le-Courtin, 1582 (Chartrier d'Auvers).
- Le lieu seigneurial du Grant-Auvers.
- Les terre, fief et seigneurie d'Auvers, 1582 (Chartrier de Thévalles).
- Auvers-Abatant, 1602 (Insinuations ecclésiastiques).
- La maison seigneuriale, terre, fief et seigneurie d'Auvayes-Habatant, 1605 (Chartrier d'Auvers).
- Auvers-le-Courtin, 1673, 1727 (Insinuations ecclésiastiques).
- Auvers-Abatant, 1711 ((Insinuations ecclésiastiques).
- La Carte d'état-major y place un point trigonométrique.

### Histoire
La seigneurie était vassale de la châtellenie de Thorigné et de Thévalles, le seigneur de Valtrot avait aussi sur le Grand et le Petit-Auvers « fiefs, hommaiges, justice et seigneurie (1544) ».  « Le château avec chapelle est assez beau et réparé », écrivait Pierre-François Davelu en 1780. Cette chapelle est un prolongement du corps de bâtiment à main gauche. La procession s'y rendait encore aux rogations à la fin du XIXe siècle. 
« Un pavillon carré, percé d’un porche ogival et flanqué d'une grosse tour, est le reste d'un châtelet plus complet qui donnait accès dans la cour, au fond de laquelle est le manoir plus moderne, dominant la vallée de la Longerotte. (Alexis Hubert Jaillot). »
Deux bénéfices fondés d'abord dans l'église de Saint-Pierre furent plus tard attachés à la chapelle des Auvers.

## Sources et bibliographie
- « Château d'Auvers (Saint-Pierre-sur-Erve) », dans Alphonse-Victor Angot et Ferdinand Gaugain, Dictionnaire historique, topographique et biographique de la Mayenne, Laval, A. Goupil, 1900-1910 [détail des éditions] (BNF 34106789, présentation en ligne)
- Oscar de Poli, Histoire généalogique des Courtin, 1887 (lire en ligne).